# Diecéze Araxa
Diecéze Araxa je titulární diecéze římskokatolické církve.

## Historie
Araxa je ztotožnitelná s Örenhanem v dnešním Turecku. Je to starobylé biskupské sídlo nacházející se v římské provincii Lýkie. Bylo součástí Konstantinopolského patriarchátu a sufragannou arcidiecéze Myra.
Jsou čtyři známí biskupové této diecéze. Teotimus se roku 381 zúčastnil Prvního konstantinopolského koncilu, Leontius byl roku 451 přítomen na Chalkedonském koncilu; Theodorus byl roku 692 jedním z otců Trullského koncilu a nakonec Stephanus, který byl roku 787 přítomen na Druhém nikajském koncilu.
Dne je Araxa využívaná jako titulární biskupské sídlo; od roku 1989 je sídlo uprázdněné.

## Seznam biskupů
- Teotimus (zmíněn roku 381)
- Leontius (zmíněn roku 451)
- Theodorus (zmíněn roku 692)
- Stephanus (zmíněn roku 787)

## Seznam titulárních biskupů
- 1938–1946 Louis Morel, C.I.C.M.
- 1947–1955 Jean-Baptiste Fauret, C.S.Sp.
- 1955–1989 Philip Joseph Furlong